# Adán Vergara
Adán Jonathan Vergara Villagra (Iquique, I Región de Tarapacá, Chile, 9 de mayo de 1981) es un exfutbolista Y Entrenador Chileno.

## Trayectoria
Comenzó su carrera en el año de 1988 formándose en la cantera de la Universidad de Chile pero en el año 1993 fue desechado por el club y partió a Cobreloa donde hizo su debut como futbolista profesional en el año de 1998.
En el club minero permaneció hasta fines del año 2004 donde logró tres títulos y jugó copas internacionales como la Copa Libertadores y la Copa Sudamericana. A fines del 2005 paso al Atlante Neza filial del Atlante de la Primera División de México. En el club mexicano solo permanece por un semestre para llegar al fútbol brasileño, en  el Vasco da Gama actuando junto a la estrella de Fútbol de Brasil, Romario.
A principios del 2006 regresa a Chile pero esta vez a defender los colores de la Unión Española donde nuevamente disputaría la Copa Libertadores. Tras permanecer dos años en el club hispano vuelve a partir al extranjero pero esta vez a Europa, al equipo suizo, FC Zurich. En el equipo suizo que venía de ser campeón logró disputar la Copa UEFA y permaneció un año y medio para luego partir a préstamo al FC Lucerne. Tras estar tres meses a préstamo parte a China para jugar por el Dalian Shide.
Tras un exitoso paso por el fútbol chino regresa nuevamente a Chile siendo presentado como refuerzo de la Universidad Católica. En Universidad Católica no tuvo un paso exitoso producto de las constantes lesiones, pero anotó el único tanto vistiendo la camiseta de la escuadra estudiantil en la final donde salieron campeones del Campeonato Nacional. 
En el año de 2011, jugó el primer semestre en Universidad Católica, participando del Campeonato de Apertura 2011 de Chile y Copa Libertadores de América, el cual avanzaron hasta cuartas de final.En el segundo semestre de 2011, Vergara parte a Santiago Wanderers permaneciendo hasta 2012, pasando en el segundo semestre llega al equipo Venezolano Mineros de Guayana, donde participa de los Campeonatos nacionales y del Torneo Internacional Copa Sudamericana 2012 avanzando hasta la segunda fase del torneo. Adán tiene participación en copas de Venezuela quedando en los primeros puestos con su club Mineros de Guayana. En junio de 2013 firma por Ñublense, de Chile. Luego, ftiene pasos por Deportes Temuco y San Antonio Unido, club donde se retira en 2017.
Actualmente es técnico en el Fútbol joven de Cobreloa, desde 2019.

## Selección nacional
Fue parte de la Selección de fútbol sub-20 de Chile que participó en la Copa Mundial de Fútbol Sub-20 de 2001 donde jugó un partido, luego fue parte de la selección sub-23 que disputaría el Torneo Preolímpico Sudamericano Sub-23 de 2004 pero quedaría fuera por lesión.

### Participaciones en Copas del Mundo
| Mundial                | Sede      | Resultado    |
| ---------------------- | --------- | ------------ |
| Mundial Sub-20 de 2001 | Argentina | Primera fase |

## Clubes
| Club                 | País      | Año       |
| -------------------- | --------- | --------- |
| Cobreloa             | Chile     | 1998-2004 |
| Atlante Neza         | México    | 2005      |
| Vasco da Gama        | Brasil    | 2005      |
| Unión Española       | Chile     | 2006-2007 |
| FC Zürich            | Suiza     | 2008      |
| FC Lucerne           | Suiza     | 2009      |
| Dalian Shide         | China     | 2009      |
| Universidad Católica | Chile     | 2010-2011 |
| Santiago Wanderers   | Chile     | 2011      |
| Mineros de Guayana   | Venezuela | 2012      |
| Ñublense             | Chile     | 2013-2014 |
| Deportes Temuco      | Chile     | 2014-2016 |
| San Antonio Unido    | Chile     | 2016-2017 |

## Palmarés

### Campeonatos nacionales
| Título           | Club                 | País  | Año    |
| ---------------- | -------------------- | ----- | ------ |
| Primera División | Cobreloa             | Chile | 2003-A |
| Primera División | Cobreloa             | Chile | 2003-C |
| Primera División | Cobreloa             | Chile | 2004-C |
| Primera División | Universidad Católica | Chile | 2010   |